# Вахонино (Тверская область)
Вахо́нино — деревня в Конаковском районе Тверской области России, административный центр Вахонинского сельского поселения.
Находится в 12 км к юго-западу от города Конаково, на реке Инюхе.

## История
До 1970 года деревня Вахонино входило в состав Свердловского сельсовета, с 1970 — центр одноименного сельсовета. В 1997 году в Вахонино 205 хозяйств, 613 жителей; администрация сельского округа, центральная усадьба колхоза «Шошинское» (молочно-мясное хозяйство), АТС, отделение связи, ДК, детсад.

## Население
| 2010 |
| ---- |
| 572  |

Население по переписи 2002 года — 590 человек, 264 мужчины, 326 женщин.